# Laxamýri
Laxamýri es una localidad del norte de Islandia, en el condado de la zona noroeste del municipio de Norðurþing de la región de Norðurland Eystra.

## Características
Se sitúa en el norte de Islandia, cerca de la bahía de Skjálfandi en la costa norte, más exactamente en el Dorsal de Reykjanes, la zona más fría del país, dado que está cara a Groenlandia, como lo dice el nombre del mar en el que se encuentra, Mar de Groenlandia, y está tan solo 600 kilómetros de esta isla.
Allí nació el poeta y dramaturgo Jóhann Sigurjónsson.